# Musée Sidi Belkhiria
Le musée Sidi Belkhiria est un musée situé à Jemmal en Tunisie.

## Bâtiment
Le musée se trouve dans l'enceinte du mausolée de Sidi Belkhiria. Il est fermé jusqu'à une date inconnue. 

## Collection
Le musée possède une collection de vêtements traditionnels et d'objets de l'artisanat local.